# Фадеев, Анатолий Николаевич
Анато́лий Никола́евич Фаде́ев (13 мая 1928, г. Верещагино, Уральская область — 6 июня 1995, Пермь) — советский и российский историк, социолог, доктор исторических наук, профессор, заведующий кафедрой научного коммунизма (позже — кафедрой социологии) Пермского университета.
Один из руководителей уральской научной школы по проблемам социальной активности трудящихся. Руководитель Проблемного совета «Трудовой коллектив в условиях совершенствования социалистического общества» Минвуза РСФСР. Член Проблемного совета Госкомитета РСФСР по делам науки и высшей школы «КПСС и научно-технический прогресс», член головного совета по проблемам социально-политических наук Госкомитета РСФСР по делам науки и высшей школы. Председатель Пермской областной организации, член правления Всесоюзного общества «Знание».

## Биография
Родился в г. Верещагино Пермской (в то время — Уральской) области в семье рабочего-железнодорожника. В 1946—1951 годах обучался на историческом отделении историко-филологического факультета Молотовского (Пермского) университета, который окончил с отличием.
В 1951—1954 годах — учёба в аспирантуре на кафедре истории КПСС. В 1954 году защитил кандидатскую диссертацию «Борьба Пермской губернской партийной организации за внедрение и развитие социалистических и коммунистических форм труда (июль 1919 — март 1921 гг.)», в 1972 году — докторскую диссертацию «Руководство партийных организаций Урала движением за коммунистическое отношение к труду (1958—1965 гг.)». В 1976 году присвоено учёное звание профессора.
В Пермском университете работал с 1954 года: преподаватель, старший преподаватель, доцент (с 1959 года) кафедры истории КПСС; один из основателей, а с 1964 года — заведующий кафедрой научного коммунизма (с 1990 года — социологии и политологии, с 2015 года — кафедра социологии философско-социологического факультета ПГНИУ), бессменный её руководитель до конца жизни. В 1994 году избран действительным членом Академии гуманитарных наук.
Сын Николай (1961—2014) — кандидат исторических наук, заведующий сектором — руководитель Уральского отделения ВЦИОМ (1988—1992), начальник управления экономики и инвестиций Администрации г. Перми (1998—2001), главный федеральный инспектор по Пермской области и Коми-Пермяцкому автономному округу (2002—2005), начальник департамента Росприроднадзора по Центральному федеральному округу, заместитель руководителя Ростехнадзора (2008—2012).

## Научная и административная работа
Внёс большой вклад в изучение истории Урала.
Один из руководителей уральской научной школы по проблемам социальной активности трудящихся, организации трудовой состязательности на промышленных предприятиях, теории и практики трудовых коллективов. При его непосредственном руководстве общественные кафедры университета (к 1966 году) активно включились в проведение комплексных социологических исследований актуальных проблем жизнедеятельности производственных коллективов и общества.
В 1984 году Минвузом РСФСР на базе кафедры под руководством А. Н. Фадеева был создан Проблемный совет «Трудовой коллектив в условиях совершенствования социалистического общества», который координировал научные исследования коллективов двадцати вузов Российской Федерации и девяти вузов по программе Минвуза РСФСР «Социально-экономические проблемы ускорения научно-технического прогресса».
С 1989 года — научный руководитель госбюджетной социологической лаборатории по проблемам трудового коллектива. В 1991 году — руководитель раздела «Трудовой коллектив и пути его развития в новых условиях» республиканской комплексной научно-исследовательской программы на 1991—1995 годы «Народы России: возрождение и развитие».
Член Проблемного совета Госкомитета РСФСР по делам науки и высшей школы «КПСС и научно-технический прогресс», член головного совета по проблемам социально-политических наук Госкомитета РСФСР по делам науки и высшей школы, заместитель председателя специализированного совета по защите кандидатских диссертаций при Пермском университете. Под его руководством подготовлено и защищено 6 кандидатских диссертаций.
Автор более 100 научных работ, в том числе четырёх монографий. Заметный вклад внес в разработку истории Урала в XX веке: член редколлегии и автор ряда разделов второго тома «История Урала», автор монографии «Руководство партийных организаций Урала движением за коммунистическое отношение к труду», научный редактор и автор вступительных статей двух сборников документов по Пермской партийной организации, автор ряда брошюр по проблемам трудовой активности и субботников на Урале.

## Общественная работа
Неоднократно входил в состав парткома университета, работал заместителем секретаря парткома (1964—1966), секретарём парткома (1966—1967, 1975—1978), избирался членом бюро Дзержинского райкома, кандидатом и членом Пермского обкома партии.
С 1957 года — член общества «Знание». Пять лет (1964—1969) успешно руководил его историко-партийной секцией.
В 1963—1969 и 1977—1995 годах — член правления и президиума, а с февраля 1980 по март 1990 года — председатель областной организации общества «Знание», с июля 1982 по январь 1991 года — член правления Всесоюзного общества «Знание». В мае 1990 года был занесен в Книгу почёта Всесоюзного общества «Знание».

## Награды
- Орден Трудового Красного Знамени.
- Медаль «За доблестный труд».
- Медаль «В ознаменование 100-летия со дня рождения В. И. Ленина».
- Медаль «Ветеран труда».
- Нагрудный знак «За отличные успехи в работе» (Минвуз СССР).
- Нагрудный знак «За активную работу» (Всесоюзное общество «Знание»).
- Нагрудный знак «Победитель социалистического соревнования» (1974, 1976).
- Нагрудный знак «Ударник девятой пятилетки».
- Почётные и благодарственные грамоты различных органов власти и общественных объединений.

## Избранные работы
- Фадеев А. Н. Работать и жить по-коммунистически. Пермь: Пермское книжное издательство, 1961. 32 с.
- Фадеев А. Н. Руководство партийных организаций Урала движением за коммунистические отношение к труду. Пермь: Пермское книжное издательство, 1964. 365 с.
- История Урала: пособие для студентов, учителей и самообразования : в 2 т. Том 2: Период социализма / В. Ф. Попов, А. Н. Фадеев, В. Г. Черемных и др.; / под общ. ред. И. С. Капцуговича. 2-е изд. Пермь: Кн. изд-во, 1977. 543 с.
- Соревнование в трудовом коллективе : [сборник] / Перм. гос. ун-т им. А. М. Горького, Березник. титано-магниевый комб. ; под общ. ред. А. Н. Фадеева. Пермь: Книжное издательство, 1982. 86 с.
- Фадеев А. Н. Актуальные вопросы развития движения за коммунистическое отношение к труду. М.: Знание, 1985. 63 с.
- Фадеев А. Н. Искры великого почина. Пермь: Кн. изд-во, 1989.  133 с. ISBN 5762500764.